# ديفيد كولينز (لاعب كريكت)
ديفيد كولينز (1 أكتوبر 1887 بويلينغتون في نيوزيلندا - 2 يناير 1967 في نيوزيلندا) (بالإنجليزية: David Collins)‏ هو لاعب كريكت نيوزلندي.

## وصلات خارجية
- ديفيد كولينز على موقع إي آس بي آن كريك إنفو (الإنجليزية)